# Calvin Klein
Calvin Klein Inc. es una casa de modas estadounidense fundada en 1968 por el diseñador Calvin Klein; tiene su sede en Manhattan, Nueva York. Desde 2003 es propiedad de PVH Corporation.

## Historia
En 1968 Calvin Klein fundó la compañía Calvin Klein Limited. Un amigo de la infancia le prestó $10,000 dólares para iniciar la operación de la recién creada empresa y posteriormente, un mes más tarde, se unió a Calvin Klein Ltd.
Una gran oportunidad vendría cuando Klein alquiló un modesto salón en un edificio para exhibir una pequeña línea de muestras, fue cuando el vicepresidente de Bonwit Teller se detuvo en el piso equivocado, le gustó lo que vio e invitó a Klein para que llevara sus muestras a la oficina del presidente de Bonwit Teller. En el primer año de Calvin Klein logró ganancias por $1 millón de dólares; cada segundo para 1971 alcanzaría los $5 millones en ventas.
En 1969, Klein apareció en la portada de la revista estadounidense Vogue. Para 1971, sus diseños de ropa deportiva, chaquetas clásicas y lencería fueron añadidos a su colección de ropa para dama. En 1973, Klein recibió el Coty American Fashion Critics' Award, por su colección de 74 piezas de ropa para dama.
En 1977, los ingresos anuales habían aumentado a $30 millones de dólares y Klein contaba ya con licencias en bufandas, cinturones, zapatos, lentes de sol y sábanas, entre otros. Posteriormente, con las licencias de cosméticos, jeans, y ropa para caballero, el volumen anual de venta llegó a los $100 millones de dólares. En 1980, el negocio de los pantalones de mezclilla alcanzó su máximo histórico, fue cuando Calvin Klein introdujo los bóxers a la colección de ropa interior para hombre y mujer, la cual recaudaría $70 millones de dólares en un año.
El éxito siguió en la década de los años 1980, las ventas minoristas mundiales reportaron ganancias de más de $600 millones de dólares; la ropa de Klein se vendía en más de 12.000 tiendas en los Estados Unidos y estaba disponible también en otros seis países. Durante esta década el ingreso anual rebasó los $12 millones de dólares.
En 1990, se promovió la colección de ropa interior con grandes anuncios espectaculares mostrando la imagen del entonces cantante Mark Wahlberg modelando unos bóxer ajustados junto a la modelo británica Kate Moss, la campaña fue exitosa a tal grado que los bóxers que mostraba Mark fueron conocidos por la gente como los Calvins. La sesión fotográfica fue realizada por el renombrado fotógrafo de modas, Herb Ritts.

### Adquisición por Phillips-Van Heusen
En diciembre de 2003, Calvin Klein Incorporated fue adquirida por la fabricante camisas Phillips-Van Heusen Corp., en una transacción que incluía $400 millones de dólares en efectivo, $30 millones en acciones, así como derechos de licencias y un estimado de $200 a $300 millones en royalties sobre las ganancias estimadas de los siguientes 15 años. La transacción también incluyó un continuo incentivo económico personal para Klein, basado en las ventas futuras de la marca Calvin Klein.

## Diseñadores
El director creativo de Calvin Klein Collection para mujer es el brasileño Francisco Costa, ocupa el puesto desde 2003. El británico, Kevin Carrigan, es el director creativo de las marcas ck Calvin Klein y Calvin Klein (white label). Carrigan trabaja para Klein desde 1998. El director creativo en jefe (CCO) y creativo de Calvin Klein Underwear es Robert Mazzoli.
El actual Presidente y COO de la división Calvin Klein Inc dentro de PVH Corp es Tom Murry.

## Marcas
Las marcas más notables de Calvin Klein son:
- Calvin Klein Collection: Black Label, línea de gama alta.
- Calvin Klein ck: Grey Label, licenciado por Warnaco Group hasta el año 2044.[9]
- Calvin Klein: white label, línea de gama alta de ropa deportiva.
- Calvin Klein Sport: Versión deportiva del white label para las tiendas Macy's.
- Calvin Klein Jeans: Línea de ropa de mezclilla. Licenciado por Warnaco Group.[9]
- Calvin Klein Home: Colección de artículos de blancos y accesorios de gama alta.
- The Khaki Collection: Colección juvenil de gama media-alta de artículos de blancos y accesorios.
- Calvin Klein Golf: Artículos para Golf (lanzado en 2007).
- Calvin Klein Underwear: Colección de ropa interior. Licenciado por Warnaco Group.[9]
- CK one Lifestyle: Fragancias, ropa interior y ropa de mezclilla (lanzado en 2011).
- Calvin Klein Watches & Jewelry: Artículos de joyería y relojes (joyería lanzada en 2004, relojes lanzados en 1997).

## Fragancias
Calvin Klein tiene varias líneas de colonias y perfumes comercializados bajo la Calvin Klein Cosmetics Company, marca de Unilever hasta mayo de 2005, cuando la gigante de cosméticos Coty, Inc. compró las licencias.
- Calvin - Hombre, 1981.

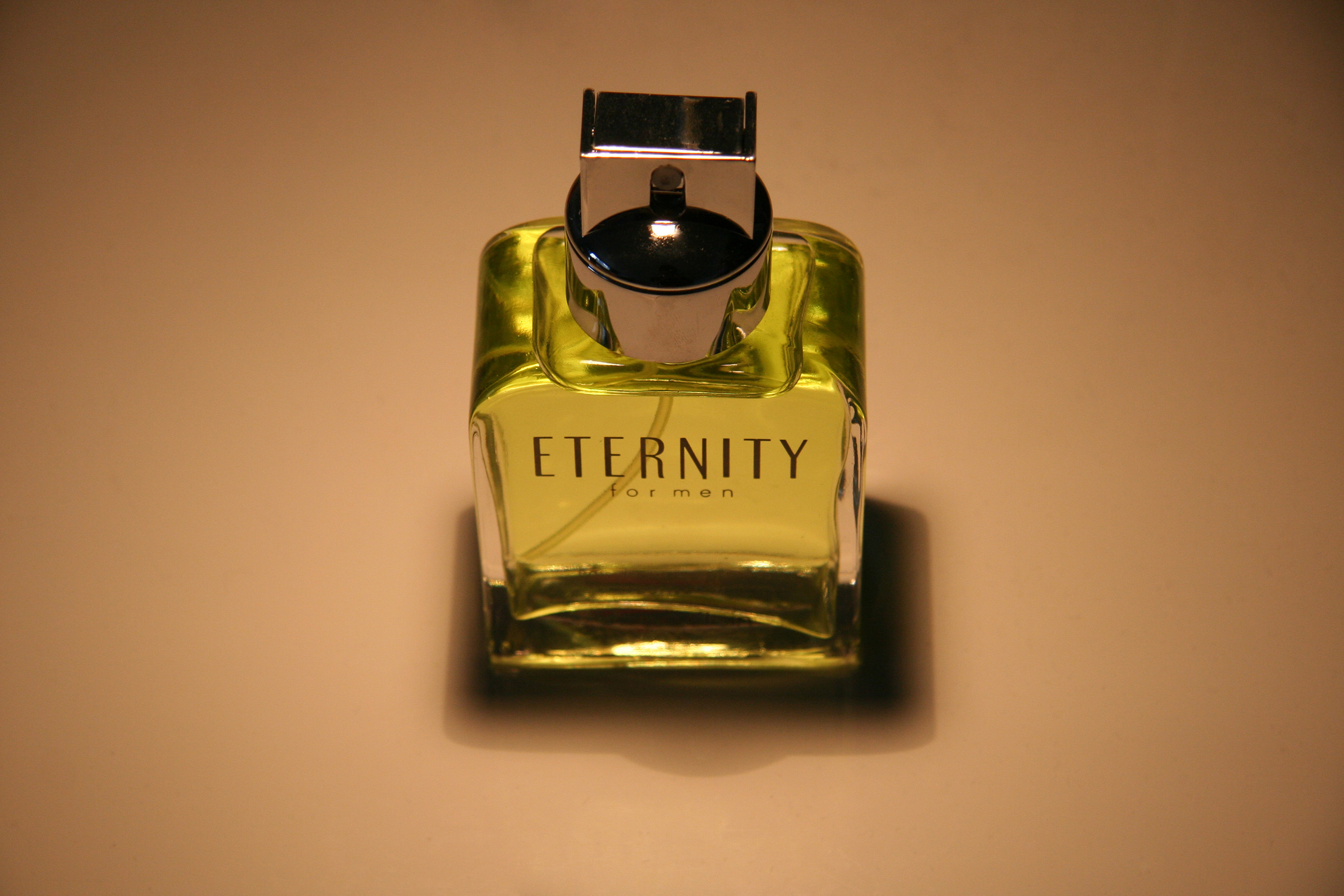
Calvin Klein Eternity for men.

- Obsession - Hombre, 1986 y Mujer, 1985.
- Eternity - Hombre, 1989 y Mujer 1988.
- Escape - Hombre, 1993 y Mujer, 1991.
- ck one - Unisex, 1994; Red Hot Limited Edition, 2000; Silver Bottle Limited Edition, 2001; Graffiti Art Limited Edition, 2003; Collector's Bottle, 2008; We Are One Magnets, 2010; Collector's Bottle and Speaker, 2013.
- ck be - Unisex, 1996; We Are One Magnets, 2010; Collector's Bottle and Speaker, 2013.
- Contradiction - Hombre,1998 y Mujer, 1997.
- Truth - Hombre, 2002 y Mujer, 2000.
- Eternity Rose Blush - Mujer Limited Edition, 2002.
- Crave - Hombre, 2003.
- Eternity Purple Orchid - Mujer Limited Edition, 2003.
- Eternity Moment - Mujer, 2004.
- ck one Summer - Yellow and green, 2004; yellow and orange, 2005; blue and green, 2006; red and green, 2007; clear blue, 2008; blue and yellow, 2009; orange and yellow, 2010; Limited Editions.
- Obsession Night - Hombre y Mujer, 2005.

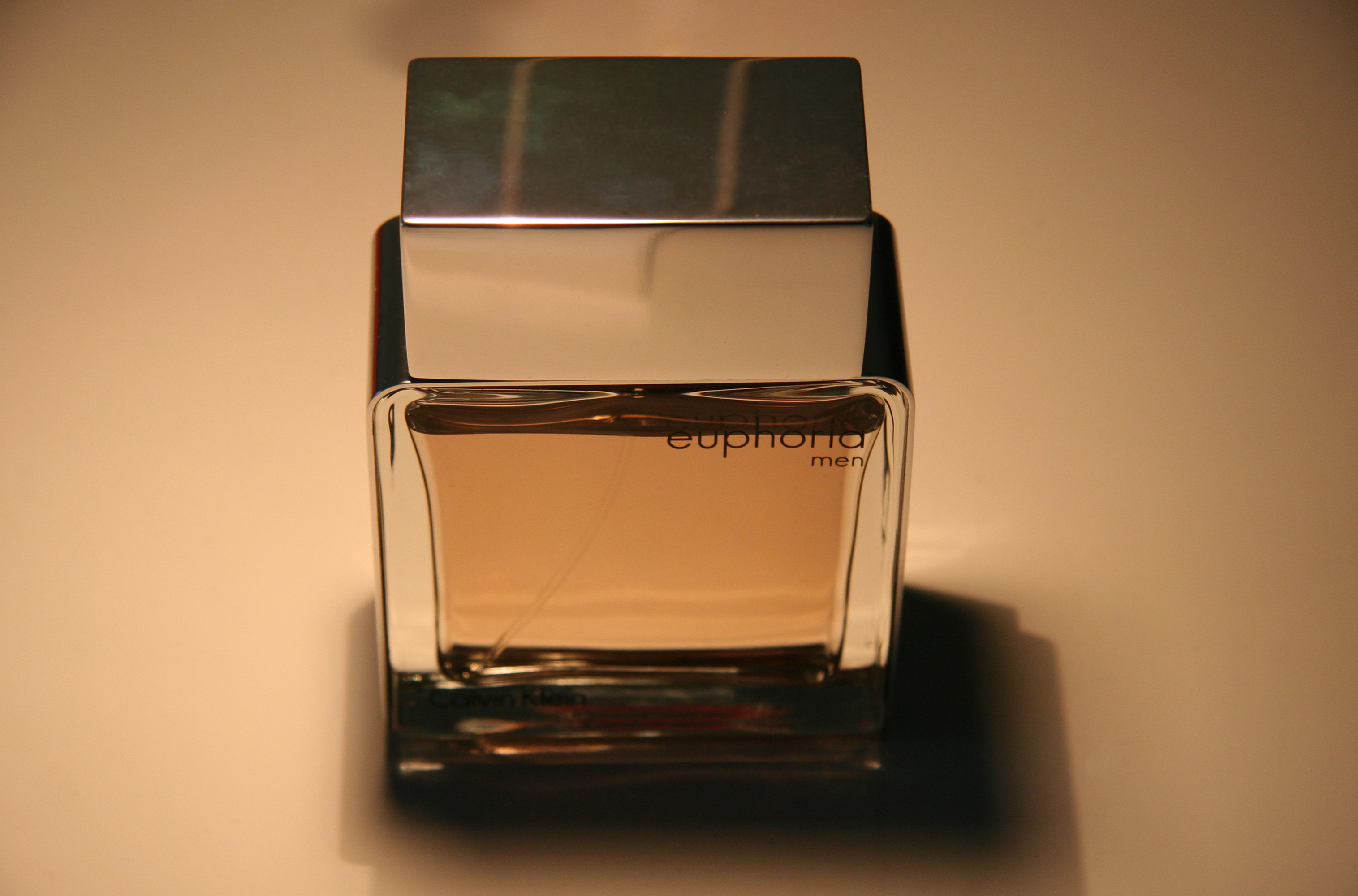
Calvin Klein Euphoria Men.

- Euphoria - Hombre, 2006 y Mujer, 2005.
- ck one Electric - Unisex Limited Edition, 2006.
- ck one Scene - Unisex Limited Edition, 2006.
- Eternity Summer - Hombre y Mujer Limited Editions, 2006, 2007, 2008, 2009, 2010.
- Calvin Klein Man - 2007.
- ck IN2U - Hombre y Mujer, 2007.
- Euphoria Blossom - Mujer, 2007.
- Euphoria Intense - Hombre, 2008.
- CK Free - Hombre, 2009.
- Beauty - Mujer, 2010.
- ck one Shock - Mujer, 2011; ck one shock Street Edition for her, 2011.
- ck everyone - Hombre, 2011; ck one shock Street Edition for him, 2011.